# Iredentizem
Iredentízem je oznaka za zahteve neke države po ozemlju, do katerega naj bi imela pravico zaradi kulturne pripadnosti tam živečega prebivalstva. Po drugi strani je iredentizem tudi želja jezikovnih in kulturnih manjšin, da se ozemlje, na katerem prebivajo, priključi drugi državi, tako imenovani "matični domovini". 
Ni vedno nujno, da oba pojava sovpadata, ker velikokrat nimata skupnih ciljev ali ne obstajata v istem časovnem obdobju. Na primer neka jezikovna manjšina želi priključitev sosednji državi, ker se tam govori njen jezik, sosednja država pa tega ozemlja ne želi priključiti, ker je ekonomsko zaostalo, torej ni skupnih ciljev. Recimo, da se pozneje na istem ozemlju odkrije bogato ležišče nafte in bi ga zato država bila pripravljena sprejeti, a medtem je jezikovna manjšina dejansko izumrla, iredentizem se je na dveh straneh pojavil v različnih obdobjih.
Beseda izhaja iz italijanščine. Leta 1877 je italijanski politik Matteo Imbriani uporabil izraz "terre irredente", kar pomeni še ne odrešena ozemlja, za tiste kraje v Avstro-Ogrski, kjer se je govorilo italijansko. V posmeh so ga Avstrijci označili za iredentista, a kljub posmehu se je beseda udomačila in začela splošno uporabljati. Danes tudi drugi jeziki uporabljajo izraz iredentizem.
Beseda je večkrat zadobila negativni pomen, ko se je uporabila tudi za kolonialistično pridobivanje ozemelj, kjer sicer ni bivala nobena kulturna manjšina, a so jo osvajalci umetno ustvarili, največkrat s priseljevanjem svojih ljudi.

## Pomen iredentizma
Od devetnajstega stoletja dalje se je prepričanje, da imajo kulturne manjšine pravico do priključitve svoji domovini, pojavilo povsod po svetu. To je privedlo do sporov in vojn, ki ponekod še trajajo, drugod so bili sprejeti kompromisi, ki seveda pomenijo določen odstop od prepričanj obeh strani. Dokončna in popolnoma zadovoljiva rešitev sporov je po definiciji utopija, saj bi priključitev drugi državi ustvarila tam manjšino pripadnikov prve države, ki bi spet imela pravico do priključitve svoji prvotni domovini. V Evropi, na primer v Nemčiji in Italiji, se spori počasi rešujejo z odstranjevanjem meja, predvsem pa z idejo o skupni evropski domovini, ki zajema in spoštuje vse narode. Drugod po svetu je ponekod iredentizem še zelo občuten in v njegovem imenu še veliko ljudi hoče uveljaviti svoja prepričanja z orožjem v rokah. Vredno je omeniti na primer Sirijo (Golanska planota, Antiohija), Palestino (Jordanija, Jeruzalem), Kašmir (Indija/Pakistan/Kitajska), Kurdistan (Turčija/Iran/Irak/Sirija), pa tudi Kitajsko in Argentino, ki imata celo v ustavi zapisano pravico do Tajvana oziroma do Falklandskih otokov.
Nenazadnje je treba tudi upoštevati, da velikokrat manjšina sploh ne želi priključitve drugi državi, ker bi to pomenilo prestop v nezaželen politični režim. V teh primerih ja najbolj jasno razvidno, da iredentizem, to je stremenje po priključitvi, obstaja samo v tej slednji državi, a ne na področju, kjer živi manjšina. Na teh področjih se v današnjih časih iredentizem naglo umika pred zahtevo po priznanju manjšinskega statusa, spoštovanju manjšinskega jezika in upoštevanju kulturnih potreb manjšine.

## Italijanski iredentizem
V naših krajih se je vredno spomniti na italijanski iredentizem, ki je poleg odpora do Avstrijcev razvil sovraštvo Italijanov do Slovencev in predvsem do Hrvatov, ki so po njihovih pojmih kršili italijansko oblast na Jadranu. S tem je iredentizem jasno dobil čisto nove smernice, saj ni bilo več govora o neodrešenih ozemljih, temveč o ekonomski in vojaški dominaciji.
Prva javna manifestacija tega novega iredentizma je bila v Trstu (takrat pod Avstrijo) leta 1865. Ko je predsednik italijanske vlade La Marmora uradno izjavil, da se Italija odreka zahtevam za Trst, mu je tako imenovani »tržaško-istrski komite« naslovil ogorčen protest, ki ga je pa občinski svet preklical. Občinski svet je bil zaradi tega razpuščen, vendar je na novih volitvah zmagala vladna večinska stranka in v Trstu so zbrali 13.000 podpisov za izjavo lojalnosti državni oblasti. Tržaško-istrski komite je pa vseeno pod vodstvom Tomasa Lucianija nemoteno razvijal svoje iredentistično gibanje v Trstu in  Istri. Glavni zagovorniki teh idej, vsi leterati, so bili poleg Lucianija Pacifico Valussi, Carlo Combi in Sigismondo Bonfiglio. Mržnja do sosedov se je počasi sprevrgla v prepričanje, da so Slovani le kmečko ljudstvo, nesposobno oblikovati se v narod in zato obsojeno na asimilacijo.
Skrajni predstavnik teh idej je Tržačan Ruggero Timeus (1892 – 1915), ki je svoje ideje upravičeval s prepričanjem o "večvrednosti italijanske kulture nad nemško in slovansko" . Kmalu se je teoretična razprava spremenila v oboroženo gibanje. Leta 1882 je Tržačan Oberdank zasnoval atentat na cesarja Franca Jožefa. Policija je njegove namene pravočasno odkrila in atentat preprečila. Oberdan (kot se je preimenoval, da bi nekoliko poitalijančil svoj priimek) je bil usmrčen in je takoj postal "mučenec za svobodo neodrešenega Trsta"..
Na Trentinskem so bili najbolj vneti iredentisti Cesare Battisti, Fabio Filzi in Damiano Chiesa, ki so v prvi svetovni vojni dezertirali avstrijsko vojsko in se priključili italijanski, zaradi česar so jih Avstrijci usmrtili kot izdajalce, Italijani pa odlikovali kot heroje. Posebne omembe je vreden Gabriele D'Annunzio, ki je leta 1919 vojaško zavzel Reko in jo anektiral Italiji kljub izrecnemu nasprotovanju italijanske vlade.
Vsi ti ljudje, katerim so med drugim posvečene večje ulice in trgi v Trstu, so v veliki meri vplivali na fašistično filozofijo o manjšinah, ki je enostavno opustila besedo iredentizem in jo nadomestila z nacionalizem, ki je s tem pridobil negativni pomen, kot ga danes razumemo.
Razen omenjenih iredentizmov za področja ob vzhodni meji (Goriška, Tržaško, Istra, Reka in del Dalmacije) sta bila v fašističnem duhu najbolj razvita tako imenovana švicarski iredentizem in malteški iredentizem, prvi za Ticino, drugi za otok Malto.